# Matucana madisoniorum
Matucana madisoniorum là một loài thực vật có hoa trong họ Cactaceae. Loài này được (Hutchison) G.D. Rowley mô tả khoa học đầu tiên năm 1971.

## Hình ảnh

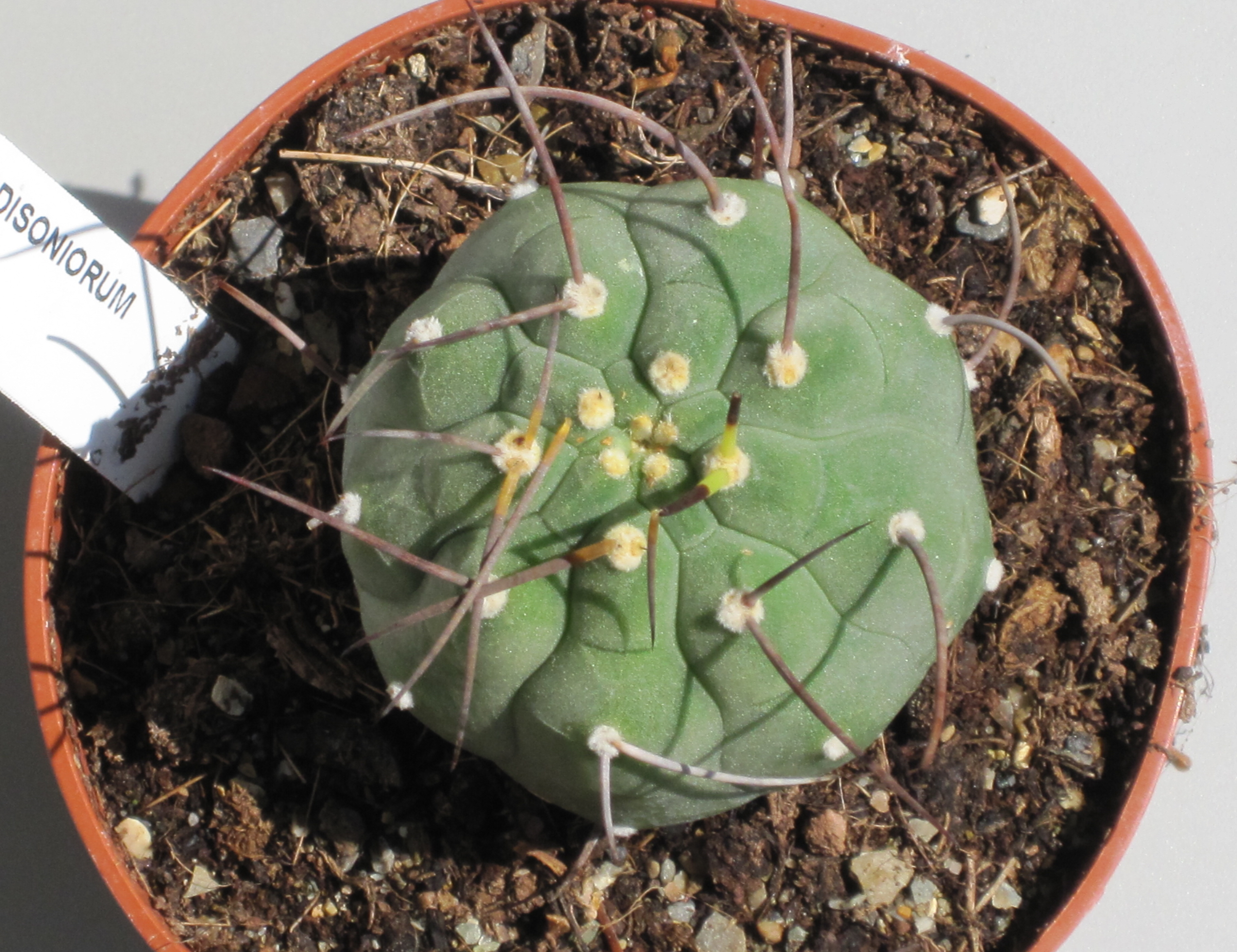
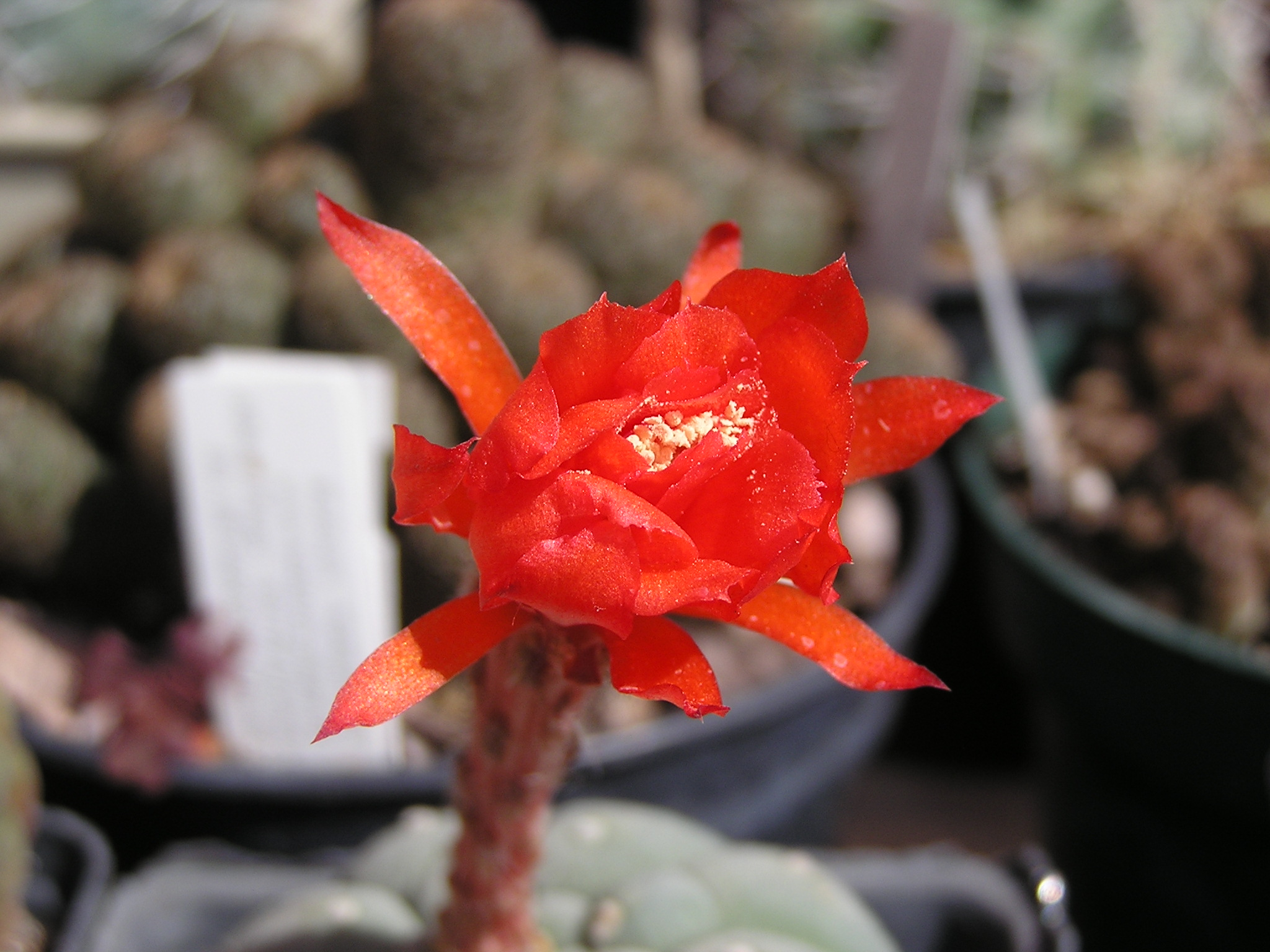
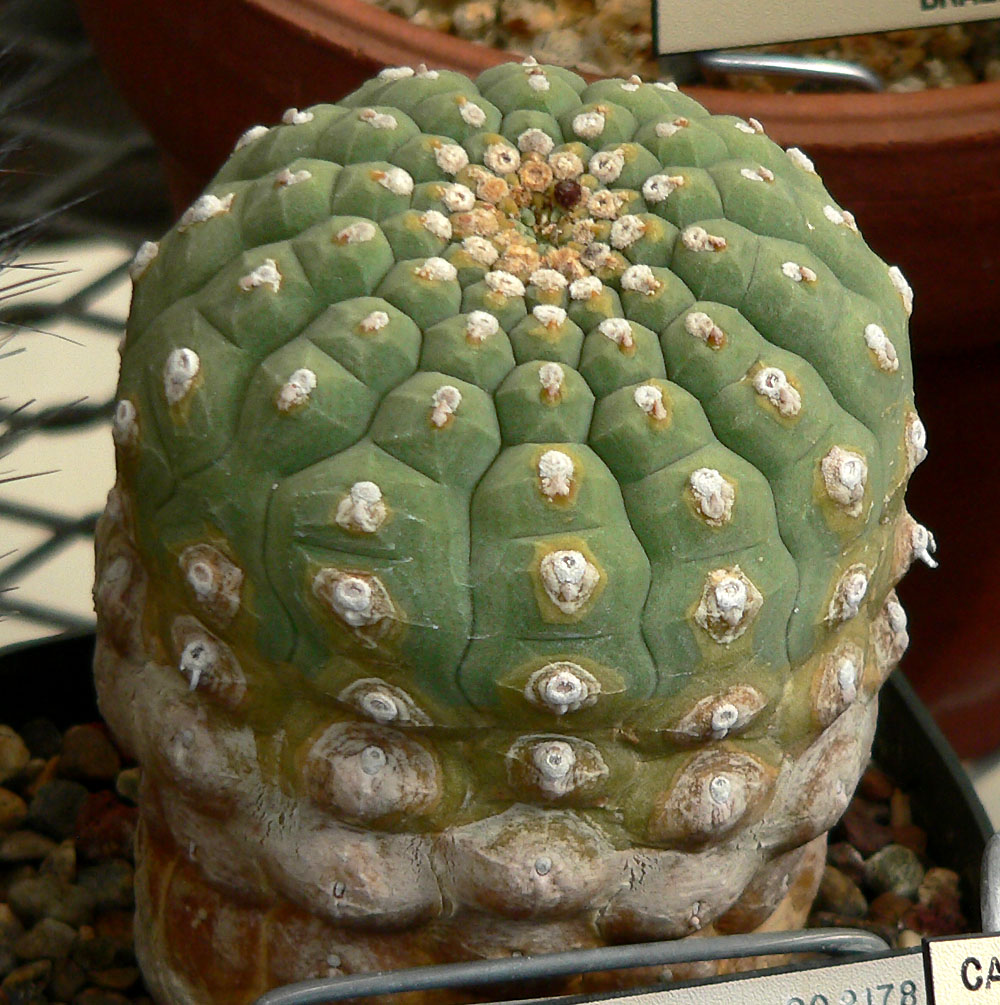
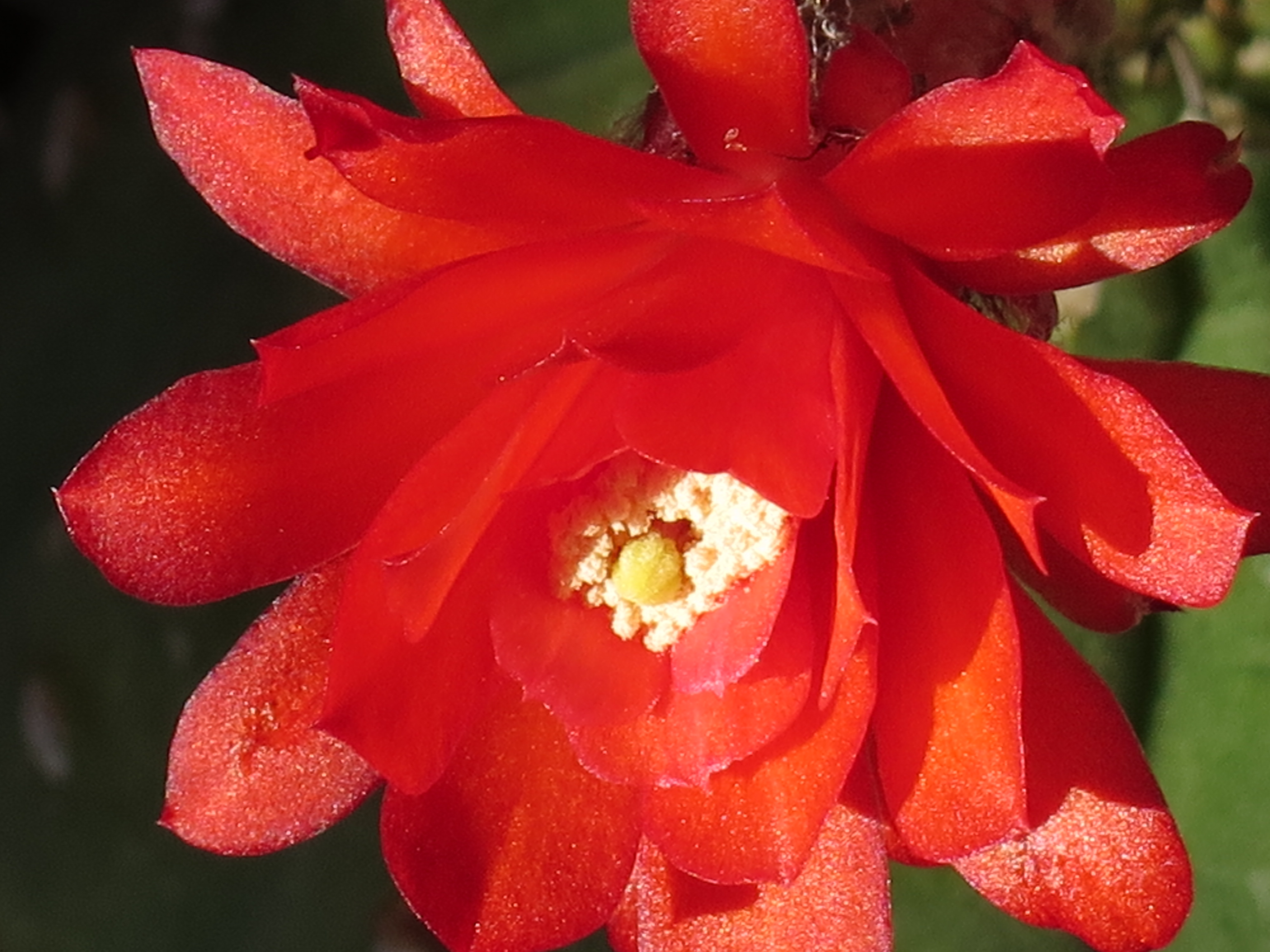
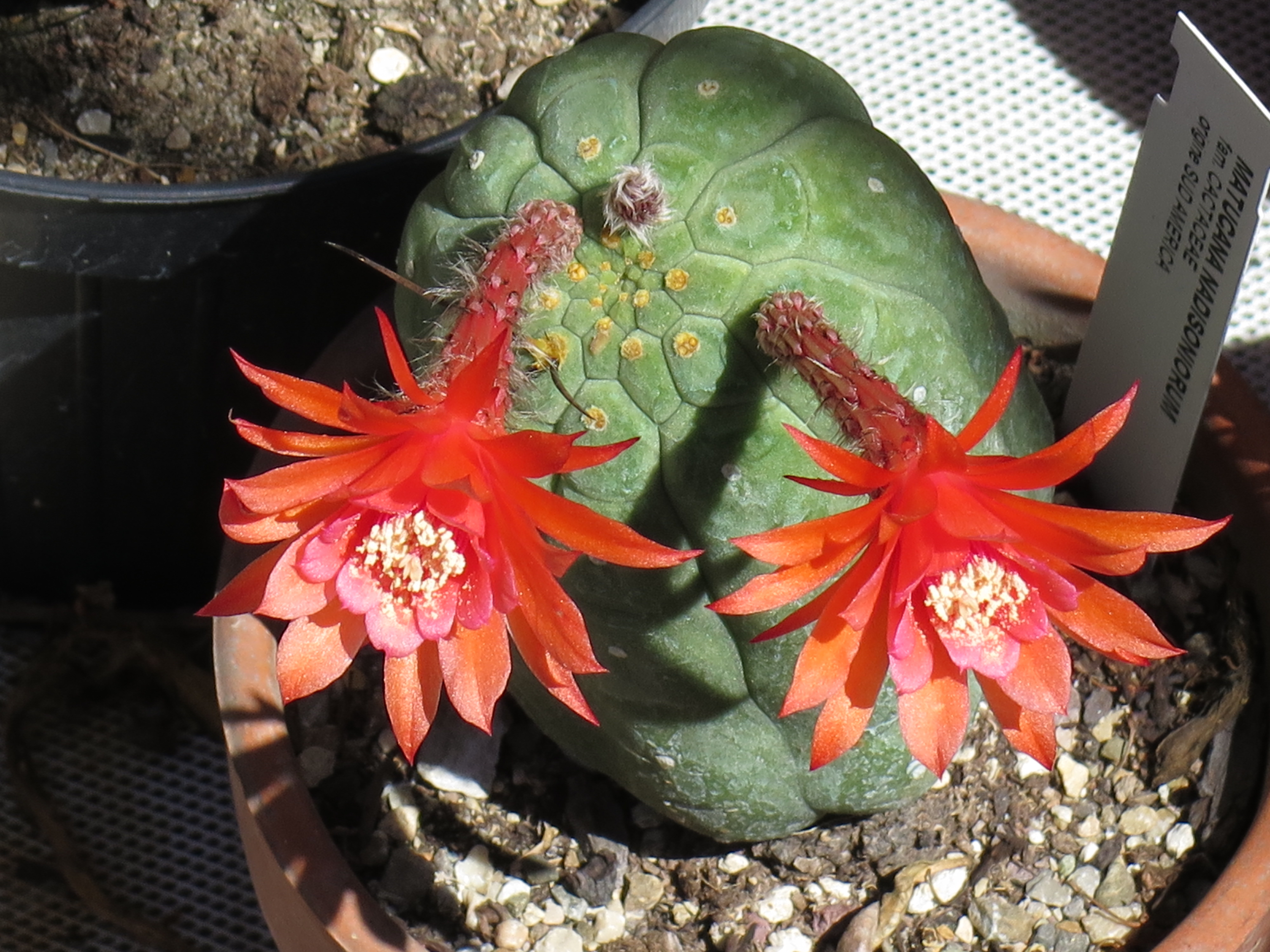

- Tập tin:Stamps of Germany (DDR) 1983, MiNr 2805.jpg